# Mantet
Mantet är en äppelsort som har sitt ursprung i Kanada. Mantet plockas i augusti då det mognat, och har en kort hållbarhet. Köttet har en lätt mandelsmak, och doftar mer än de flesta äpplen. Blomningen på detta äpple är sen, och äpplet pollineras av bland andra Aroma, Cox Orange, Gloster, Guldparmän, Ingrid Marie, James Grieve, Jonathan och Katja. I Sverige odlas Mantet gynnsammast i zon I-V. Mottaglig för mjöldagg och fruktträdskräfta. 85 dagar mellan blomning och plockning. Medelvikt 102 gram, densitet 0,76, Sockerhalt 9,9%, syrahalt 0,68%.